# Kršćanstvo i slobodno zidarstvo
Dok mnoge kršćanske denominacije dopuštaju ili nemaju službeni stav o članstvu svojih vjernika u slobodnom zidarstvu, neke ga otvoreno obeshrabruju ili čak strogo zabranjuju.
Katolička Crkva je kroz povijest dosljedno osuđivala slobodno zidarstvo, smatrajući njezine doktrine i obrede nespojivima s kršćanskom vjerom. Pravoslavne Crkve, iako nemaju jedinstven stav, u većini slučajeva također izražavaju rezerve ili osuđuju masonske aktivnosti. Unutar protestantskih zajednica stavovi su podijeljeni – dok neke crkve, poput Anglikanske i Luteranske, ne zabranjuju članstvo, druge, poput metodista i baptista, često upozoravaju na moguće sukobe između masonskih učenja i kršćanske vjere. Evangeličke crkve često zauzimaju izrazito negativan stav prema slobodnom zidarstvu, smatrajući ga suprotnim biblijskom nauku.
Općenito, stav pojedinih kršćanskih crkava prema slobodnom zidarstvu ovisi o njihovom teološkom tumačenju, povijesnom kontekstu i odnosima s masonskim ložama u određenim zemljama i razdobljima.

## Katolička Crkva
Katolička Crkva jedan je od najupornijih kritičara slobodnog zidarstva. Crkva je svojim vjernicima zabranila članstvo u masonskim ložama još od papinske bule In eminenti Apostolatus Specula, koju je 1738. proglasio papa Klement XII. Od tada je Vatikan izdao nekoliko papinskih bula kojima se zabranjuje katolicima da budu slobodni zidari, uz prijetnju izopćenja.
Godine 1983. promijenjen je Zakonik kanonskog prava, koji je tada glasio: "Tko pristupi udruzi koja kuje urotu protiv Crkve, neka bude kažnjen pravednom kaznom; tko pak takvu udrugu promiče ili njome upravlja, neka bude kažnjen interdiktom." Time je ukinuta eksplicitna kazna izopćenja za slobodne zidare. Kardinal Joseph Ratzinger, koji je kasnije postao papa Benedikt XVI., u jednom je pismu napisao da su oni koji se učlanjuju u masonske udruge u stanju teškog grijeha i ne smiju primiti svetu pričest. Iako trenutni Kanonski zakon ne predviđa izopćenje za članstvo u slobodnom zidarstvu, ono je i dalje zabranjeno. Navedeno pismo ne čini dio Kanonskog zakona, a tijekom svog pontifikata Benedikt XVI. nije poduzeo korake za izričito uključivanje zabrane slobodnog zidarstva u zakon.
Katolička Crkva smatra da je filozofija kontinentalnog slobodnog zidarstva u suprotnosti s kršćanskim naukom te da je često i protuklerikalna. Katolička enciklopedija iz 1913. tvrdila je da su pojedini rituali Škotskog obreda usmjereni protiv katoličanstva, no ta tvrdnja nije ponovljena u kasnijim izdanjima.
Također, prema istom izdanju Katoličke enciklopedije, masonska uporaba biblijskih motiva prikazana je na način koji negira kršćansko objavljenje, no ova primjedba nije ponovljena u kasnijim izdanjima.
Od najranijih pontifikalnih dokumenata o ovoj temi, a posebno u enciklici Humanum genus pape Lava XIII. iz 1884. godine, Crkveno učiteljstvo – koje se ne može mijenjati – osudilo je filozofske ideje i moralne koncepcije slobodnog zidarstva koje su smatrane suprotstavljenima katoličkom nauku. Za Lava XIII., one su u svojoj biti proizlazile iz racionalističkog naturalizma, koji je nadahnjivao planove i djelovanje slobodnog zidarstva protiv Crkve.
U kasnom 19. i ranom 20. stoljeću sukob između katoličanstva i slobodnog zidarstva kulminirao je sporovima oko sekularnog obrazovanja, diskriminacije pri zapošljavanju te, u pojedinim europskim zemljama, protjerivanja redovničkih zajednica.

### Zabrana nakon Drugog vatikanskog sabora
Nakon Drugog vatikanskog sabora, rasprave o odnosu Katoličke Crkve i slobodnog zidarstva ponovno su se intenzivirale, posebno u kontekstu promjena u crkvenom zakonodavstvu i različitih tumačenja službenih stavova Vatikana.
Godine 1974. kardinal Franjo Šeper, tadašnji pročelnik Kongregacije za nauk vjere, poslao je pismo koje se činilo kao ublažavanje prethodne apsolutne zabrane slobodnog zidarstva. To je izazvalo konfuziju i navelo mnoge katolike da se pridruže masonskim ložama. Međutim, 1981. godine Kongregacija je razjasnila svoj stav u pismu upućenom Biskupskoj konferenciji Sjedinjenih Američkih Država pod naslovom Deklaracija o statusu katolika koji postaju slobodni zidari. U tom je dokumentu navedeno da je Šeperovo privatno pismo, koje je u međuvremenu postalo javno, dovelo do pogrešnih tumačenja katoličkog nauka. Kongregacija je istaknula da zabrana članstva katolika u masonskim ložama i dalje ostaje na snazi.
Godine 1983. Crkva je revidirala Zakonik kanonskog prava, pri čemu nije eksplicitno spomenula slobodno zidarstvo. To je dovelo do nagađanja da je zabrana možda ukinuta, što su neki slobodni zidari koristili kao argument. No, kasnije iste godine, Vatikan je ponovno potvrdio zabranu.
Godine 2000. pismo koje je napisao svećenik Thomas Anslow, sudski vikar, sugeriralo je blaži stav prema slobodnom zidarstvu. Ipak, dvije godine kasnije, ovo je stajalište povučeno, a sam Anslow je naveo da je analiza bila pogrešna.

### Optužbe o deizmu
Jedna od stalnih kritika Katoličke Crkve prema slobodnom zidarstvu jest da ono promiče deistički ili naturalistički pogled na stvaranje.
Iako je priznato da slobodno zidarstvo nije ateističko (kandidati koji pristupaju regularnim velikim ložama moraju potvrditi vjeru u Vrhovno Biće), njegova uporaba izraza Veliki arhitekt Svemira — pojma koji se pripisuje protestantskom teologu Jeanu Calvinu — neki kršćanski kritičari vide kao pokazatelj deizma. Deizam je uvjerenje da je Bog stvorio svemir, ali se nakon toga više ne miješa u svjetska zbivanja, što je bilo široko prihvaćeno tijekom prosvjetiteljstva, no katolici ga smatraju herezom.
Kao protuargument, slobodni zidari tvrde da je Veliki arhitekt Svemira neutralan izraz, prihvatljiv svim religijama koje vjeruju u Vrhovno Biće. Smatraju da on jednostavno odražava težnju bratstva da ujedini pripadnike različitih vjera, izbjegavajući korištenje specifičnih naziva za Boga iz pojedinih religija.
Jedna od optužbi iznesenih protiv slobodnog zidarstva u Katoličkoj enciklopediji iz 1913. godine bila je da je uvođenje spekulativnog slobodnog zidarstva početkom 18. stoljeća imalo za cilj "dekršćanizaciju" starih operativnih zidarskih loža. Međutim, ova tvrdnja je izostavljena iz kasnijih izdanja.
Dok su statuti ranijih operativnih zidarskih loža nalagali da je "prva dužnost biti vjeran Bogu i Svetoj Crkvi te ne upadati u zablude ili hereze", u Andersonovim Konstitucijama iz 1723. godine taj je uvjet promijenjen. Od tada, slobodni zidari više nisu morali slijediti vjeru zemlje u kojoj žive, već su bili obavezni pridržavati se samo moralnog zakona, neovisno o denominaciji. Katolička Crkva ovu promjenu tumači kao pomak prema deističkom pogledu na svijet.

### Odvajanje crkve od države
Američki slobodni zidari dosljedni su zagovornici vjerske slobode, kako je zajamčena Prvim amandmanom Ustava Sjedinjenih Američkih Država. Katolička Crkva, međutim, tumači ideju da Klauzula o uspostavi vjere zahtijeva strogo odvajanje Crkve i države kao prikriveni napad na njezinu ulogu u javnom životu.
Sve do 19. stoljeća papinstvo je nastavilo tvrditi da ima božanski određeno pravo na imenovanje i svrgavanje svjetovnih vladara. Protivljenje ovom principu nazivalo se religijskim indiferentizmom, odnosno stajalištem prema kojem nijedna religija ne može biti priznata kao istinita ili objavljena. Papinstvo je također opisivalo slobodno zidarstvo kao predvodnika u promicanju narodne suverenosti, kako je zabilježeno u Katoličkoj enciklopediji iz 1913. godine. Međutim, ovo se spominjanje slobodnih zidara ne pojavljuje u Novoj katoličkoj enciklopediji.
Katolička Crkva je optuživala slobodne zidare za nastojanja da neprikladno razdvoje Crkvu i državu, a među konkretnim primjerima navodili su:
- Uvođenje obveznog, državnog sekularnog obrazovanja u Italiji 1882. godine, koje je uključivalo zabranu vjerske nastave. Kršćanske zajednice žalile su se da su "vjerski redovi ukinuti, crkvena imovina zaplijenjena, a brakovi sklapani protivno zakonima i bez crkvenih obreda".[19]
- Uvođenje građanskog braka u Meksiku 1857. godine.[21]

### Vjerska indiferentnost
Katolički kritičari slobodnog zidarstva ističu da ono ne promiče nijednu vjeru kao nadmoćnu u odnosu na druge, dok istodobno koristi rituale koji izvana mogu djelovati religiozno. Ova kombinacija, prema njihovom tumačenju, potiče ravnodušnost prema religiji.
Američki autor Albert Mackey opisao je slobodno zidarstvo kao "znanost koja se bavi potragom za božanskom istinom". U Konstitucijama slobodnih zidara iz 1723. godine James Anderson uspoređuje moralnu istinu s vjerom u kojoj se svi ljudi slažu te navodi da su specifična vjerska uvjerenja slobodnih zidara isključivo njihovo osobno pitanje.
Slobodni zidari na ove kritike odgovaraju tvrdnjom da nepostavljanje određenog religijskog stajališta kao uvjeta za članstvo ne znači da nijedna religija nije nadmoćna nad drugima. U ložama se osobna teološka uvjerenja ne raspravljaju, čime se izbjegavaju sukobi među pripadnicima različitih vjera. Pretpostavlja se da je ova zabrana rasprava o vjeri bila osobito važna u Engleskoj 18. stoljeća, gdje je građanski rat, dijelom uzrokovan vjerskim sukobima, završio tek nekoliko desetljeća ranije.

## Pravoslavna Crkva
Neke Pravoslavne Crkve osudile su slobodno zidarstvo, smatrajući da su njegovi nauci nespojivi s pravoslavnim kršćanstvom.
Godine 1933. Sinod Grčke pravoslavne Crkve osudio je slobodno zidarstvo, zabranio klericima članstvo u masonskim ložama te zahtijevao od svih vjernika da prekinu bilo kakve veze sa slobodnim zidarstvom. Sličnu osudu izrekla je 1937. i Rumunjska pravoslavna Crkva, dok su 1950-ih godina isto učinile Američka pravoslavna Crkva i Ruska pravoslavna Crkva izvan Rusije.
Prema službenoj internetskoj stranici Američke pravoslavne Crkve: "Pravoslavnim kršćanima zabranjeno je biti članovima masonskog bratstva, jer su mnoga njegova učenja u izravnoj suprotnosti s pravoslavnim kršćanstvom."
Osim ovih osuda, i druge pravoslavne Crkve su se tijekom 20. stoljeća negativno izjasnile o slobodnom zidarstvu, često ga povezujući s utjecajem sekularizma i relativizma koji podrivaju kršćansku vjeru i tradiciju. Neki pravoslavni teolozi smatraju da masonska simbolika i rituali sadrže elemente sinkretizma, koji su u suprotnosti s pravoslavnim učenjem o jedinoj istinitoj vjeri u Isusa Krista.

## Protestantizam
Iako mnoge protestantske denominacije ne zabranjuju niti obeshrabruju svoje članove da se pridruže masonskim ložama, niti su donijele službene dokumente kojima bi osudile slobodno zidarstvo, neke su Crkve otvoreno izrazile protivljenje slobodnom zidarstvu i upozorile na probleme koje vide u tome da kršćani budu članovi masonskih loža. Jedna od takvih denominacija je Crkva ujedinjene braće u Kristu, prva američka crkva koja nije bila prenesena iz Europe, a koja svojim članovima izričito zabranjuje pridruživanje masonskim ložama.

### Protivljenje
Među protestantskim denominacijama koje obeshrabruju ili zabranjuju svojim vjernicima članstvo u masonskim ložama postoji različit stupanj intenziteta protivljenja. Većina ovih crkava pripada evangeličkom protestantizmu ili drugim neo-protestantskim strujama.
Među protestantskim denominacijama koje su izrazile protivljenje slobodnom zidarstvu su Evangeličko-luteranska sinoda, Evangelički luteranci iz Wisconsina, Crkva sv. Nazarećanina, Vojska spasa, Mennoniti, Južna baptistička konvencija, Luteranska crkva – Sinoda Missourija, Kršćanska reformirana crkva u Sjevernoj Americi, Crkva Braće, Svjetska Božja zajednica, Društvo prijatelja, Slobodna metodistička Crkva, Crkva adventista sedmoga dana, Ortodoksna prezbiterijanska Crkva, Slobodna Crkva Škotske, Baptisti zajedno, Prezbiterijanska Crkva u Americi, Reformirana prezbiterijanska Crkva Irske i Nizozemska reformirana Crkva u Južnoj Africi. Većina ovih osuda donijeta je kao rezultat crkvenih odbora formiranih tek u posljednjim desetljećima. Ipak, mnoge od ovih protestantskih osuda nikada nisu bile strogo provedene u praksi.

### Neutralan stav
U nekim slučajevima, protivljenje slobodnom zidarstvu dolazi od manjih crkvenih zajednica koje su se u posljednjim desetljećima odvojile od glavnih protestantskih denominacija, navodeći kao razlog protivljenje teološkom liberalizmu i doktrinarnoj raznolikosti. Međutim, najveće luteranske, prezbiterijanske i metodističke crkvene zajednice u Sjedinjenim Američkim Državama nisu zauzele službeni stav protiv slobodnog zidarstva, a mnogi masoni aktivni su članovi tih crkava. Episkopalna Crkva, najveća anglikanska crkva u SAD-u, nije zauzela nikakav stav protiv slobodnog zidarstva, kao ni manje nezavisne anglikanske crkve.
- Evangeličko-luteranska Crkva u Americi, najveća luteranska denominacija u SAD-u i progresivna glavna protestantska crkva, nema službeni stav o tome mogu li njezini laici biti članovi masonskih loža kao i dodatnih masonskih tijela i redova. Međutim, Crkva zabranjuje svojim klericima članstvo u masonskim organizacijama. U crkvenom ustavu, koji je prvi put ratificiran 1987. godine prilikom osnivanja denominacije, stoji: "Nijedna osoba koja pripada bilo kojoj organizaciji, poput lože ili bratovštine, koja tvrdi da u svojim učenjima i obredima posjeduje ono što je Gospodin dao isključivo Crkvi, ne može biti pozvana i primljena u službu Riječi i sakramenata, niti može biti zadržana u toj službi ako se naknadno učlani ili se otkrije da je član takve organizacije."[45]
- Engleska crkva nema jasan stav o slobodnom zidarstvu. Iako su kroz povijest postojali anglikanski slobodni zidari, od 1980-ih neki anglikanski biskupi i svećenici iznosili su negativne teološke stavove o slobodnim zidarima. U srpnju 1987. Glavni sinod Engleske crkve usvojio je izvješće koje je analiziralo kompatibilnost slobodnog zidarstva i kršćanstva. U izvješću se navodi: "Razmišljanja Radne skupine otkrivaju razumljive razlike u mišljenjima između onih koji su slobodni zidari i onih koji to nisu. Dok prvi u potpunosti priznaju da izvješće ukazuje na određene poteškoće za kršćane koji su slobodni zidari, drugi smatraju da izvješće iznosi niz temeljnih razloga za preispitivanje kompatibilnosti slobodnog zidarstva i kršćanstva."[46]
- Škotska crkva ne zabranjuje svojim vjernicima članstvo u masonskim ložama, ali je 1989. Generalna skupština izjavila da postoje "vrlo stvarne teološke poteškoće" u vezi s članstvom vjernika u slobodnom zidarstvu.[47]
- Metodistička Crkva Velike Britanije je 1985. godine zaključila da slobodno zidarstvo može biti u suprotnosti s kršćanskim uvjerenjima te obeshrabrila (ali ne i zabranila) metodistima članstvo u masonskim ložama, pozivajući metodističke slobodne zidare da preispitaju svoje članstvo. Također, zabranila je korištenje metodističkih prostora za sastanke slobodnih zidara. Ipak, izvješće iz 1989. navodi da su se neki sastanci slobodnih zidara i dalje održavali u metodističkim objektima. Na metodističkoj konferenciji 1996. godine ponovno se razmatrala odluka iz 1985., pri čemu se zaključilo da i dalje postoje "sumnje u mudrost" učlanjenja metodista u masonske lože. Iako nije uvedena potpuna zabrana, ostale su otvorene zabrinutosti vezane uz tajnovitost slobodnog zidarstva i njegovu kompatibilnost s kršćanskim učenjem, unatoč "pozitivnim promjenama unutar slobodnog zidarstva u posljednjih nekoliko godina". Zabrana korištenja metodističkih prostora za sastanke slobodnih zidara ostala je na snazi.[48]

### Odobravanje
Mnoge povijesne, tradicionalne i glavne protestantske denominacije u kontinentalnoj Europi službeno ne zabranjuju slobodno zidarstvo. Primjer za to je Evangeličko-luteranska Crkva Sjeverne Njemačke, koja je članica Evangeličke Crkve u Njemačkoj. Ova crkva priznaje slobodne zidare među svojim članovima, a ponekad slobodni zidari održavaju javne ceremonije u povijesnoj crkvi sv. Mihovila u Hamburgu.

## Mormonska crkva
Crkva Isusa Krista svetaca posljednjih dana (poznata kolokvijalno kao Mormonska crkva) nema službeni stav o slobodnom zidarstvu, što je njezina dugogodišnja politika. Ipak, neki vide poveznice između dvaju pokreta, posebice u pogledu prakse, strukture i simbolike, koje sežu do samih početaka Crkve.
Iako je utjecaj slobodnog zidarstva na doktrinu Crkve predmet brojnih rasprava, neki vjeruju da je Joseph Smith st., otac osnivača i prvog predsjednika Crkve Josepha Smitha ml., postao slobodni zidar 1816. godine, iako novija istraživanja dovode ovu tvrdnju u pitanje. Joseph Smith ml. pridružio se slobodnim zidarima 1842. godine, dok je sjedište Crkve bilo u Nauvoou, u državi Illinois. On i stotine njegovih sljedbenika, uključujući i njegova prva četiri nasljednika na mjestu predsjednika Crkve, postali su slobodni zidari. Nedugo nakon što je postao slobodni zidar, Smith je uveo hramski obred posvete, koji je sadržavao simbole i izraze koji su u nekim aspektima bili slični ritualima slobodnog zidarstva.
Nakon Smithove smrti 1844. godine, Crkva se 1847. godine preselila u Utah, gdje je, prema nekim tvrdnjama, Brigham Young pokušao osnovati masonske lože u Utah Teritoriju, no bez uspjeha. Međutim, ne postoje dokazi koji bi potvrdili ovu tvrdnju. Na odbijanje slobodnih zidara da osnuju lože u Utahu utjecalo je nekoliko čimbenika, među kojima su značajnu ulogu imali tadašnji negativni stavovi prema mormonima i praksa poligamije unutar Crkve. Tijekom druge polovice 19. stoljeća nepovjerenje između članova Crkve i slobodnih zidara nastavilo se produbljivati.
Mnogi slobodni zidari koji nisu bili članovi Crkve gajili su snažne antimormonske stavove, koji su započeli još u Nauvoou. Ubrzo nakon što su se Smith i njegovi sljedbenici pridružili slobodnim zidarima, Velika loža Illinoisa bila je prisiljena ukinuti statute nekoliko loža u kojima su većinsku članstvo činili mormoni, zbog snažnog antimormonskog raspoloženja i glasina o nepravilnostima.
Godine 1872. osnovana je Velika loža Utaha, koja je 1925. godine donijela pravilo kojim se članovima Crkve zabranjuje pridruživanje slobodnim zidarima i sudjelovanje u radu bilo koje lože, uključujući one izvan Utaha. Istodobno, Crkva je počela obeshrabrivati svoje članove od učlanjenja u bilo kakve "zajednice vezane prisegom" ili "tajna društva", iako nije izričito spominjala slobodno zidarstvo. Ovaj stav kasnije je službeno unesen u Crkveni priručnik uputa. Godine 1984. Velika loža Utaha ukinula je zabranu članstva za pripadnike Crkve, nakon što je prethodni prijedlog za njezino ukidanje 1983. godine propao. Nakon toga, Crkva je uklonila formulacije iz Crkvenog priručnika uputa koje su obeshrabrivale članove od pridruživanja organizacijama vezanim prisegom. Enciklopedija mormonizma, poluslužbena publikacija iz 1992. godine, dodatno je razjasnila crkveni stav navodeći: "Filozofija i temeljna načela slobodnog zidarstva nisu u svojoj srži nespojivi s učenjima, teologijom i doktrinama Svetaca posljednjih dana."
Za razliku od mnogih američkih kršćanskih crkava u 21. stoljeću, Crkva danas nema antimasonski stav. Ne postoji službena prepreka da muškarac bude istovremeno član Crkve i slobodni zidar, a mnogi su to i odlučili postati. Godine 2008. Glen A. Cook, praktični mormon, postao je veliki majstor Velike lože Utaha te je kasnije obnašao različite nacionalne i međunarodne masonske dužnosti.

## Filipinska neovisna Crkva
Filipinska neovisna Crkva ne zabranjuje slobodno zidarstvo te dopušta svojim klericima i članovima da se pridruže masonskim ložama. Njeni prvi članovi i pristaše, koji se danas smatraju narodnim herojima Filipina, bili su istaknuti slobodni zidari. Prvi vrhovni biskup i suosnivač Crkve, Gregorio Aglipay, bio je visokorangirani slobodni zidar na Filipinima. U slobodno zidarstvo je stupio 1918. godine, šesnaest godina nakon osnivanja ove neovisne katoličke denominacije. Danas Crkva priznaje slobodne zidare među svojim članovima, a neki njezini biskupi i visoki crkveni dužnosnici aktivni su članovi masonskih loža. Crkva čvrsto zastupa stav da slobodno zidarstvo nije religija niti zamjena za religiju te da nije u sukobu s njezinim učenjima i praksom kao kršćanske zajednice. Također, odbacuje tvrdnje da je slobodno zidarstvo povezano sa sotonizmom, suprotno popularnim vjerovanjima.

## Kontroverzni aspekti

### Nova religija
Slobodno zidarstvo jasno naglašava da nije religija niti zamjena za religiju. U slobodnom zidarstvo ne postoji zaseban "masonski" Bog niti posebno ime za božanstvo u bilo kojoj njezinoj grani. U skladu s geometrijskim i arhitektonskim motivima slobodnog zidarstva, Vrhovno Biće u slobodnozidarskim obredima naziva se atributima poput Veliki arhitekt Svemira, Veliki geometar ili sličnim terminima. Slobodni zidari koriste ove opće nazive kako bi naglasili da se ne odnose na određeno božanstvo jedne religije, već na univerzalni koncept Vrhovnog Bića.
Ipak, slobodno zidarstvo je često kritizirano kao zamjena za kršćansku vjeru. Nova katolička enciklopedija izražava stav da slobodno zidarstvo postaje suparnik katoličanstvu jer sadrži mnoge elemente religije, uključujući oltare, molitve, obrede i obećanje nagrade ili kazne u zagrobnom životu, što su karakteristike tipične za religijske sustave.

### Veze s ezoterijom
Određeni sustavi slobodnog zidarstva, posebice Švedski obred, povezane su s ezoterijskim kršćanstvom, koje tvrdi da je ortodoksna kršćanska doktrina namijenjena "običnim" ljudima, dok "pravo" kršćanstvo posjeduje tajno znanje o Kristovoj žrtvi na Golgoti.
Prema Katoličkoj enciklopediji iz 1917. godine, slobodnozidarski autori poput Clavela, Ragnona, Pikea i Mackeya tvrdili su da masonska simbolika ima korijene u solarnom i falusnom kultu pretkršćanskih misterijskih religija, osobito egipatske religije.
Simbol ruže i križa (Rose Croix), povezan s rozenkrojcerskim pokretom, također se pojavljuje u određenim ritualima povezanih tijela slobodnog zidarstva, pri čemu se od kandidata traži posjedovanje stupnja majstora.
Mnogi antimasonski kršćanski autori tvrdili su da je rozenkrojcer Robert Fludd bio slobodni zidar, no za tu tvrdnju ne postoje dokazi. Također, nema potvrđenih podataka koji bi poduprli spekulaciju Arthura Edwarda Waitea da je Fludd možda unio rozenkrojcerski utjecaj u slobodno zidarstvo. Ipak, Robert Vanloo tvrdi da je raniji rozenkrojcerski pokret iz 17. stoljeća imao značajan utjecaj na "anglosaksonsko" slobodno zidarstvo.
Među redovima povezanim i sa slobodnim zidarstvom i s rozenkrojcerima, u kojima je članstvo ograničeno na kršćane i slobodnozidarske majstore, nalaze se Rozenkrojcerska društva koja djeluju u Engleskoj, Škotskoj, Sjedinjenim Državama, Kanadi i Portugalu.
Manly P. Hall, poznati okultist i slobodnozidarski autor, 1929. godine napisao je knjigu Rozenkrojcersko i masonsko podrijetlo, mnogo prije nego što je postao slobodni zidar. Slično tome, rozenkrojcerski autor Max Heindel napisao je knjigu Slobodno zidarstvo i katoličanstvo početkom 1910-ih. Obojica su katoličanstvo i slobodno zidarstvo prikazali kao dva različita pravca u razvoju kršćanstva.

### Navodi o štovanju Sotone i reakcija
Neki kršćanski kritičari slobodnog zidarstva, osobito evangelički kršćani, kao i sve pravoslavne crkve, tvrde da slobodno zidarstvo uključuje štovanje Sotone. Takve tvrdnje često se temelje na citiranju, pogrešnom interpretiranju ili izvlačenju iz konteksta izjava različitih osoba, kako masonskih tako i nemasonskih autora, ali ne na stvarnim masonskim ritualima.

#### Arthur Edward Waite
Na nekim kršćanskim antimasonskim web stranicama često se pojavljuje citat:
»Prva evokacija upućena caru Luciferu. Care Lucifere, gospodaru i kneže pobunjenih duhova, zaklinjem te da napustiš svoje boravište, gdje god se ono nalazilo, i dođeš ovamo kako bi komunicirao sa mnom. Naređujem i zaklinjem te u Ime Svemogućeg Živog Boga, Oca, Sina i Duha Svetoga, da se pojaviš bez buke i bez... «
Ovaj citat često se pripisuje engleskom mistiku i okultnom piscu Arthuru Edwardu Waiteu, uz dodatak da je bio "slobodni zidar 33. stupnja", čime ga se pokušava prikazati kao "visoko rangiranog" slobodnog zidara. Međutim, nigdje u knjizi iz koje je citat preuzet, Knjiga crne magije, ne navodi se da je Waite bio slobodni zidar tog stupnja. U to vrijeme, on je bio samo istraživač okultizma, a ne slobodni zidar. Waite nije bio slobodni zidar u trenutku kada je knjiga napisana i objavljena 1898. godine, već se pridružio slobodnom zidarstvu tek 1902. Prema slobodnozidarskom istraživačkom dokumentu "Laž luciferijanizma", Waite nikada nije bio slobodni zidar 33. stupnja, niti je bio član Škotskog obreda. Međutim, bio je visoko pozicionirani član Hermetičkog reda Zlatne zore, ezoterične organizacije koja se temeljila na sustavu loža sličnom slobodnom zidarstvu.

#### Manly Palmer Hall
Jedan od često citiranih odlomaka iz Tajna učenja svih vremena kanadskog pisca Manlyja Palmera Halla glasi:
»Ovim obećavam Velikom Duhu Luciferu, knezu demona, da ću mu svake godine donijeti ljudsku dušu kako bi s njom mogao činiti što ga je volja, a zauzvrat Lucifer mi obećava darovati blaga Zemlje i ispuniti sve moje želje dok traje moj prirodni život. Ako ne ispunim ovaj zavjet, tada će moja vlastita duša pripasti njemu. Potpisano... [Zazivač potpisuje pakt vlastitom krvlju] «
Ovaj citat nalazi se u poglavlju Ceremonijalna magija i čarobnjaštvo, a često se koristi kao dokaz da je Hall bio visoko rangirani slobodni zidar koji je zagovarao sotonizam. Međutim, kao i kod Waitea, Hall nije bio slobodni zidar u trenutku pisanja ove knjige – ona je objavljena 1928. godine, dok je on postao slobodni zidar tek 1954. Važno je napomenuti da se ovaj citat ne odnosi na slobodno zidarstvo, već opisuje kako bi čarobnjak mogao zazivati duhove i daje primjer kako bi izgledao demonski pakt. Hall je bio poznati okultist i predavač o ezoterijskim temama, a već s 20 godina bio je istaknuti govornik na području okultizma, prije nego što je uopće imao uvjete na članstvo u slobodnom zidarstvu.
Još jedan često citirani odlomak iz njegove knjige Izgubljeni ključevi slobodnog zidarstva glasi:
»Kada slobodni zidar nauči da je ključ ratnika na bloku ispravno primjenjivanje dinama žive moći, tada je spoznao Misterij svog obrta. U njegovim rukama su uskovitlani energetski tokovi Lucifera, i prije nego što može krenuti naprijed i uzdignuti se, mora dokazati svoju sposobnost pravilnog upravljanja ovom energijom. «
Ovaj odlomak često se interpretira kao dokaz masonskog štovanja Lucifera. Međutim, ovo poglavlje (nazvano "Društvo pomoćnika") nema nikakve veze sa stvarnim stupnjem pomoćnika u slobodnom zidarstvu. Kada se citat postavi u širi kontekst, može se protumačiti i kao upozorenje na to da nepravilno korištenje duhovnih energija može dovesti slobodne zidare na pogrešan put. U uvodu knjige Hall jasno navodi: "U trenutku kada sam napisao ovu skromnu knjigu, tek sam napunio dvadeset i jednu godinu, a moj jedini kontakt sa slobodnim zidarstvom bio je kroz nekoliko knjiga koje su bile dostupne javnosti."

#### Jelena Blavatskaja
Često citirani odlomak iz knjige Tajna doktrina njemačko-ruske ezoteričarke i spisateljice Jelene Petrovne Blavatskaje glasi:
»Sotona, ili Lucifer, predstavlja aktivnu energiju, ili, kako ga M. Jules Baissac naziva, 'centrifugalnu energiju svemira' u kozmičkom smislu. On je Vatra, Svjetlo, Život, Borba, Napor, Misao, Svijest, Napredak, Civilizacija, Sloboda, Neovisnost. Istodobno, on je bol, koji je reakcija na užitak akcije, i smrt – koja je obrat života – Sotona, koji gori u vlastitom paklu, stvorenom bijesom vlastitog zamaha – ekspanzivna dezintegracija maglice koja se koncentrira u nove svjetove. «
Ovaj citat često se koristi kao dokaz da slobodno zidarstvo propagira sotonizam. Međutim, Blavatskaja nije bila povezana sa slobodnim zidarstvom niti je ikada tvrdila da jest. Također, njena uporaba Lucifera je simbolička i oslanja se na gnostičku interpretaciju svjetlonoše, a ne na kršćanski koncept Sotone.

#### Albert Pike i prijevara Lea Taxila
Jedan od najpoznatijih citata koji se često pripisuje Albertu Pikeu, američkom piscu i istaknutom slobodnom zidaru, glasi:
»Da, Lucifer je Bog, a nažalost, i Adonay je također Bog. Jer vječni zakon kaže da nema svjetlosti bez sjene, nema ljepote bez ružnoće, nema bijelog bez crnog, jer apsolut može postojati samo kao dva boga: tama je nužna svjetlosti kako bi služila kao njezina pozadina, kao što je postolje potrebno kipu, a kočnica lokomotivi. «
Ovaj citat često koriste kršćanski antimasoni, ali je dokazano da ga Pike nikada nije napisao. Navodno je bio dio pisma koje je Pike uputio drugim slobodnim zidarima visokih stupnjeva, ali je kasnije otkriveno da je riječ o falsifikatu Lea Taxila, francuskog novinara koji je priznao da je fabricirao niz priča kako bi diskreditirao slobodno zidarstvo.

#### Aleister Crowley
Engleski književnik i okultist Aleister Crowley, koji se sam nazivao "Velika zvijer 666" (Great Beast 666), tvrdio je da je slobodni zidar, što je jedan od glavnih razloga zašto neki konzervativni kršćani smatraju slobodno zidarstvo okultnom organizacijom. Međutim, prema istraživaču Martinu P. Starru, sve lože i organizacije u koje je Crowley bio uključen smatrale su se neregularnima, odnosno nepriznatima od strane glavnih tijela slobodnog zidarstva.